# 루비 모딘

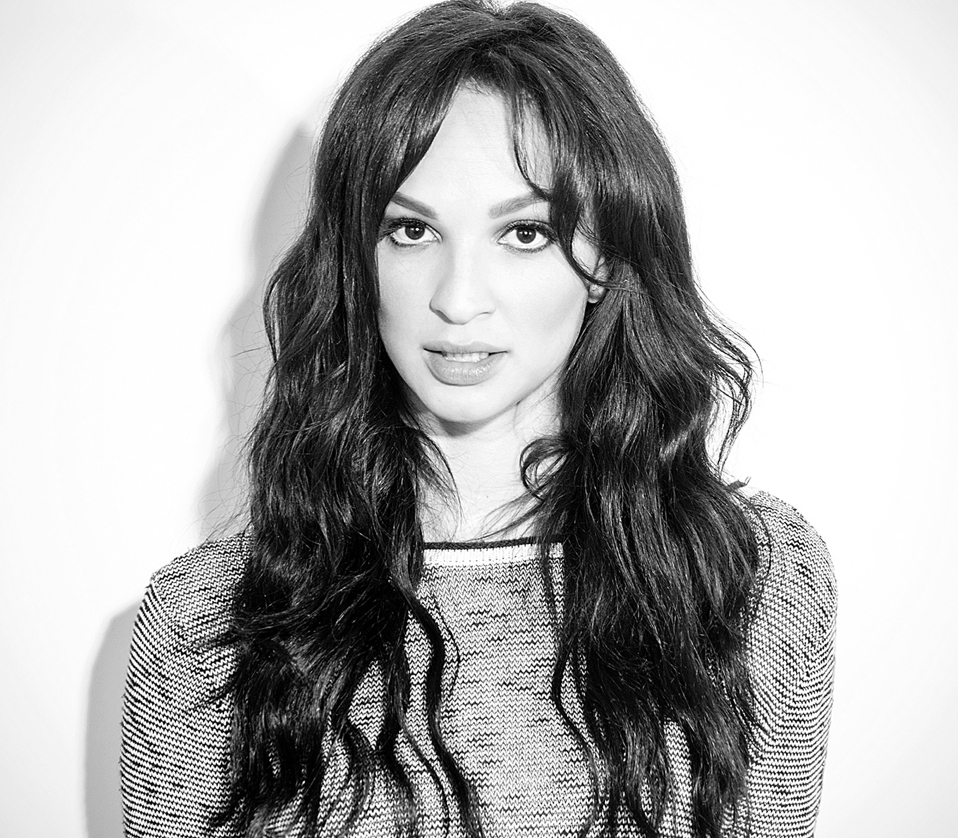
2017년 모습

루비 모딘(Ruby Modine, 1991년 6월 20일 ~ )은 미국의 배우, 가수이다. 밴드 루비 모딘 앤드 더 디지즈에서 리드 보컬을 맡고 있으며 2018년 데뷔 EP를 발표하였다.
로스앤젤레스에서 태어났다. 배우 매슈 모딘의 딸이다.

## 출연 작품

### 영화
- Memoria (2015) - 니나 역
- Central Park (2017)
- 해피 데스데이 (2017) - 로리 역
- 해피 데스데이 2 유 (2019) - 로리 스펭글러 역

### 텔레비전
- 셰임리스 (2016-18)
- 갓 프렌디드 미 (2020)